# Vila Ušlakar
Vila Ušlakar je vila, ki se nahaja na južnem robu Trgu mladinskih delovnih brigad v Ljubljani.

## Zgodovina
Leta 1930 je Josip Oražem mlajši dal izdelati vilo; načrte so izdelali: Dragutin Fatur (glavni arhitekt), Miro Kos (arhitekt), Milan Fakin (statik) in Matko Curk (stavbenik). Februarja 1932 je vilo prodal notarju Ivanu Ušlakarju, po katerem je vila tudi dobila ime.
V kleti so se nahajali servisni prostori, garaža in stanovenje za šoferja, v prvem nadstropju je stanovala Ušlakarjeva družina in v drugem nadstropju se je nahajalo še drugo stanovanje, ki so ga oddajali. Na vrtu se je nahajal bazen. Vila je pomembna predvsem zaradi vhodnega dela z balkonom, členjene fasade s horizontalnimi pasovi, polkrožnega zaključka, kladnih stopnic s kovinsko ograjo, jedkanih stekel na oknih in vratih,...
Med drugo svetovno vojno so vilo zasegli Nemci, pri čemer so klet preuredili v javno zaklonišče. Tik pred koncem vojne je vilo zadela letalska bomba in poškodovala ostrešje. Po vojni so vilo nacionalizirali in odvzeli tudi vrt (kot tudi sosednje vrtove); tu so nato zgradili Mačkovo vilo za socialističnega politika Ivana Mačka Matija.